# Mujina
Mujina (貉/狢 ; むじな ; ムジナ) est un ancien terme japonais utilisé pour désigner des mammifères carnivores de taille moyenne, comme le blaireau japonais, la civette masquée, mais surtout le chien viverrin. Source de confusions et de malentendus juridiques, le terme sera progressivement relégué à des expressions idiomatiques ou sous les traits d’un yōkai, créature du folklore japonais, ressemblant à un blaireau.

## Description

### Apparence
L’apparence du mujina est très variable et soumise à différentes interprétations selon les sources : la plus populaire et représentée dans la culture japonaise contemporaine est celle du blaireau japonais, souvent quelque peu modifiée de sorte à ne ressembler à aucun animal connu. L’aspect général du mujina est celle d’un mammifère carnivore de taille moyenne au corps longiligne, un pelage allant du brun au beige, un masque facial sombre allant de haut en bas sur la face, cernées de blanc. Les oreilles sont petites et généralement rondes. Ses pattes sont d'une couleur plus foncée et il possède des griffes lui permettant de creuser des terriers. Sa queue est plus ou moins longue et de forme arrondie.
Toutefois, cette description est basée sur le travail d’artistes, d’illustrateurs et de commentateurs, qui ont bien conscience du caractère pluriel de la créature.
Selon des témoignages de témoins oculaires locaux de l’époque, la taille du mujina est à peu près de celle d'un chien, les pattes avant sont plus courtes que les pattes arrière. La couleur du pelage est brune. Les individus les plus vieux développent une fourrure blanche ou noire en forme de croix sur le dos. Il n’y a pas de différence visible entre mâles et femelles, et les deux sexes vivent en couple. Il se caractérise par rapport au tanuki, par sa queue fine, des poils ne pouvant pas être utilisés pour la confection d’objets, mais surtout, le mujina possède des pattes lui permettant de grimper aux arbres pour attraper sa nourriture, des fruits notamment des kakis.
Les données encyclopédiques les plus anciennes, comme le Wakan sansai zue ou encore le kinmō zui, font état du mujina comme un animal au pelage brun clair, épais, chaud et lisse, dont la forme générale ressemble à divers animaux, comme le renard, le tanuki, le mami et le toradanuki. Sur le plan comportemental, c’est un animal qui habite les champs et les montagnes, aux tendances nocturnes, qui dort beaucoup la journée et sort à la nuit tombée. Il est décrit comme semblant lent, sourd, et non réactif à l’approche de l’homme. Toutefois, s’il se sent repéré, il tombe dans un sommeil qui n’en est pas vraiment un, avant de s’enfuir à toute vitesse. Le wakan sansai zue dit également que cet animal aime la compagnie des humains et fut vénéré dans les temps anciens, dans lesquels on lui offrait des sacrifices.

### Folklore

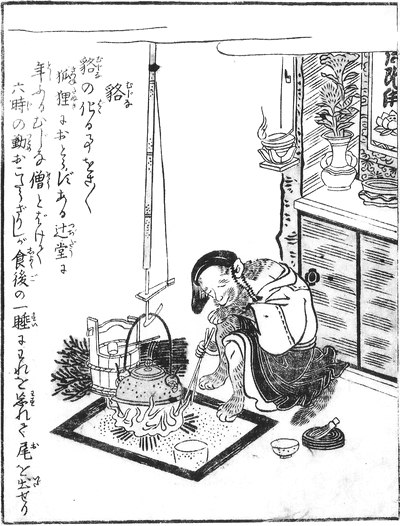
Le moine Shukaku de la légende bunbuku chagama, sous les traîts d’un mujina dans le Konjaku Gazu Zoku Hyakki (今昔画図続百鬼).

Tout comme le chat, le renard et le tanuki, les mujina peuvent également disposer de pouvoirs magiques. Ils sont alors spécifiquement désignés sous le nom de bake-mujina (化け狢) « le monstre-mujina ».
Étant donné que les mujina sont en fait, un ancien nom pour désigner le tanuki dans de nombreuses régions, ils disposent, de facto, des pouvoirs identiques au bake-danuki :
Ils peuvent se métamorphoser en différents objets et êtres vivants comme des humains, se transformant parfois en moine bouddhiste, en belle jeune femme ou bien en inspecteur des impôts. Et ce, également grâce à une feuille sur la tête. Il lui arrive également de transformer les objets en d’autres pour tromper les humains, comme du crottin de cheval en succulent festin.
Comme les tanuki, les mujina sont également plus doués dans l’art de la métamorphose que les renards. Dans les régions où mujina et tanuki coexistent. L’expression kitsune nanabake, tanuki hachibake (狐七化け、狸八化け) "le renard a sept déguisements, le tanuki en a huit", le mujina est ajouté comme ayant une neuvième transformation, le rendant plus fort que les deux autres. Dans certaines localités, le mujina serait en fait un tanuki qui a atteint un certain nombre d'années de vie.
Ces pouvoirs de métamorphoses sont si grands qu’ils peuvent modifier l’apparence d’un lieu, pouvant transformer l’apparence d’un champs ou d’un chemin en fin fond d’une rivière. Ils utilisent ce genre de tour pour désorienter les personnes. Dans certains récits, seuls un "véritable héros" parmi les hommes, serait capable de démasquer un bake-mujina.
Tout comme le bake-danuki, le bake-mujina possède également un ventre rebondi sur lequel il peut jouer des percussions en chantant sous la lune. Mais ont également un scrotum surdéveloppé qu’ils peuvent grossir sur huit tatamis. Il peuvent également générer des feu-follets  appelés mujina-bi (狢火) ou même générer d’énormes incendies en crachant du feu, tel un dragon. Ils conservent également les défauts inhérents au tanuki, comme l’insouciance ou l’instabilité de leurs transformations.
Mais la caractéristique la plus évidente du bake-mujina est la légère luminescence qu'il émet, comme les renards. Les récits les plus anciens parlent d’un magatama contenant ses pouvoirs surnaturels contenu dans son estomac.
En termes de tempérament, les sources divergent ; certaines sources parlent du mujina de la même manière que le tanuki, comme d’un être facétieux jouant des tours aux hommes pour s’amuser. Mais en vue de le différencier du premier, il est couramment admis, et transmis, notamment par l’intermédiaire de la culture populaire, que les mujina ont une certaine tendance à l’agressivité et à la méchanceté gratuite, en faisant des animaux-métamorphes particulièrement dangereux. Ils sont alors craints et respectés et appelés localement Ōmujina,,.

## Mentions dans la littérature

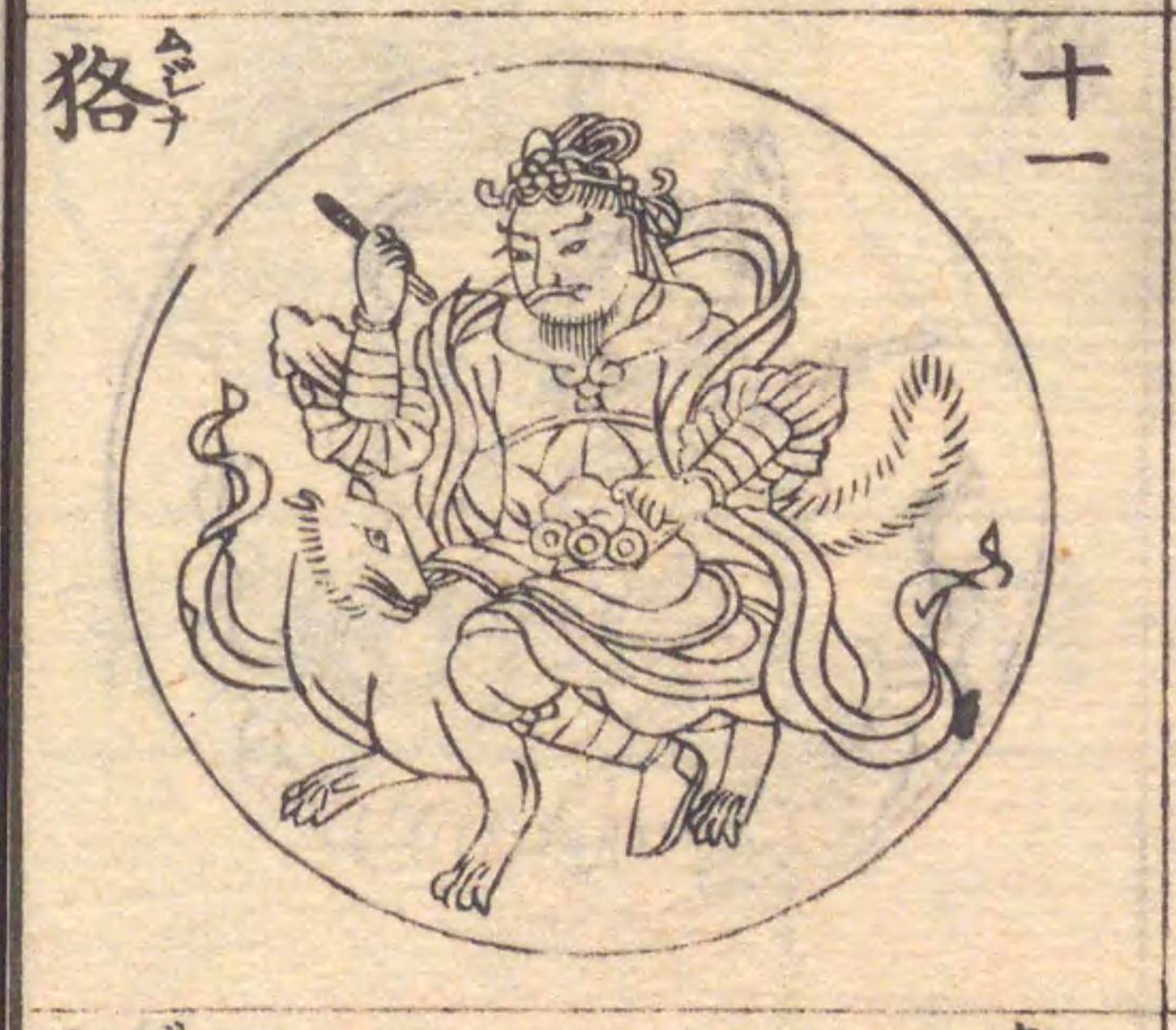
Illustration d’un mujina (狢) chevauché par une divinité bouddhique, dans le calendrier des animaux présent dans le zodiac chinois. Le mujina est associé à l’Est, au 11ème jour et au signe du lièvre (兎). Sa forme rappelle celle d’un renard.

La première mentions du mujina (狢) a une origine ancienne, puisqu’il était déjà présent à la période Nara, sous le nom de ujina, plus précisément dans le chapitre du Nihon Shoki parlant du règne de l’impératrice Suiko :
« Au deuxième mois du printemps, il y a des ujina dans le pays de Mutsu »(春二月、陸奥有狢), « Ils se changent en Homme et chantent des chansons » (化人以歌),,.
À cette époque, les mujina (狢), réputés pour se transformer en humain, tout comme les renards en Chine, sont également dotées d’une perle de pouvoir.
Les références à la créature se feront plus discrètes pendant plus d’un millénaire jusqu’à réapparaître aux alentours du XVIIe siècle dans de 1610 du Sancai Tuhui (三才圖會) sous le caractère chinois 貉 avec la prononciation Hó or Háo, aux côtés du tanuki (狸), du mami (猯) et ce qui semblerait être le blaireau (貛). Toutefois, il s’agit d’une édition chinoise publiée au Japon où le tanuki (狸) est plutôt décrit et illustré comme un chat sauvage.
Le mujina réapparaîtra sur un document japonais par l'intermédiaire du kinmō-zui en 1666, puis dans le Yamato honzō (大和本草) finalisé en 1709, dans ce dernier, où il est présenté avec le mami (猯). Peu d’informations sur le mujina, mais le mami est décrit comme un animal à cinq doigts et dont la chair est bonne à manger, ce qui laisse à certains experts qu’il s’agissait du blaireau et le mujina, une créature qui lui ressemble.
Une information confirmée dans le Waken sansai zue (和漢三才図会) publié en 1713, dont les illustrations reprennent celles du kinmō-zui, où l’animal est décrit de manière bien plus élaborée, comme un animal nocturne a l’allure d’un renard, qui "dort beaucoup, ne se réveille pas même si les gens s’approchent, et même si on le frappe avec du bambou pour le réveiller, il se rendort immédiatement. Ou peut-être qu’il n’aime pas dormir, mais qu’il est sourd, et s’il voit des gens, il s’enfuit". Cela peut faire référence à la thanathose du chien viverrin, bien connue des japonais sous l’idiome tanuki ne iri suru (狸寝入りする ; "faire semblant de dormir").
Dans de nombreuses régions et îles du Japon, notamment dans les provinces de l'Est, le caractère 狢 est majoritairement utilisé pour désigner le tanuki :
Dans une ancienne version du conte kachi kachi yama (« la montagne qui craque »), l'animal capturé par le couple de personnes âgées, avant que celui-ci n'en vienne à tuer la vieille dame était désigné sous le nom de mudjina (むぢな)
,.
Danzaburō-danuki, l’éminent tanuki originaire de l’île de Sado était localement appelé Danzaburō-mujina.
Le terme mujina était également utilisé pour traduire le terme aïnu moyuk "petite proie" désignant le chien viverrin d’Hokkaidō, sachant que le blaireau japonais n’est pas présent sur l’île.
Dans le Nippon yōkai henge goi (日本妖怪変化語彙, « Glossaire Japonais des yōkai et métamorphes »), le folkloriste Iwao Hino parle du mujina comme étant un terme permettant de désigner une espèce de tanuki.
Une information que l'on retrouve également dans le cinquième volume de fauna japonica, consacré aux mammifères. Lorsque le scientifique Coenrad Jacob de Temminck analysa la dépouille qu’on lui avait ramenée sous le nom de « muzina-tanuki », il constata qu’il s’agissait, en fait, du chien viverrin sous son pelage d’été.
Il y a une confusion entre le terme mujina 狢 pour l'animal et muji-na 無地な pour adjectif pour "uni" qui est utilisé dans le domaine de l'élevage de fourrures de chiens viverrins. Ce motif mujina se caractérise par une couleur de pelage d'un brun-gris bien plus clair que les autres individus de son espèce avec les pattes et le bout de la queue plus foncé. Ce motif ressemble au pelage d'été, mais avec un poil plus grossier. Le masque facial, généralement moins marqué, et restreint qu'aux contour des yeux, le faisant ressembler à certains motifs présents chez le blaireau japonais, En Europe du nord, cette catégorie de pelage est appelée localement finraccoon.
Autres confusions entre le chien viverrin et le blaireau, a été l’utilisation du terme mujina raccourci en muji comme un radical pour nommer plusieurs animaux, comme c’était le cas pour le terme tanuki dans d’autres régions. Ainsi le blaireau a été désigné par des appellations comme sasamuji ou mamimuji, là où le tanuki était désigné avec des termes comme yachimuji ou hachimuji. Mais en règle générale, dans les différentes encyclopédies sino-japonaises, le blaireau japonais n’a que très peu été désigné sous le nom de mujina (狢) mais plutôt sous le nom de mi, mami ou mi-danuki (猯、猯狸). Depuis l'affaire tanuki-mujina qui a secoué le milieu juridique au XXe siècle, le mot s'est considérablement raréfié.

## L’affaire tanuki-mujina
Depuis longtemps, le chien viverrin est chassé pour sa peau et sa fourrure destinées à divers usages comme l’habillement ou la confection de divers objets. Mais depuis l’ouverture du Japon à la civilisation occidentale à la fin de l’ère Édo, à cause de la pression internationale exercée par la Chine et la Russie, la chasse au chien viverrin s’est intensifiée jusqu’au cours des années 1910, il ne restait alors qu’une dizaine de milliers d’individus vivant à l’état sauvage. C’est dans ce contexte que fut instaurée une loi en faveur de la protection du chien viverrin, pour tenter de reformer les populations décimées par la chasse intensive.
L'affaire remonte à 1924 dans la préfecture de Tochigi, où un chasseur a été accusé de violer la loi sur la chasse. Le 29 février 1924, le chasseur a piégé deux mujina dans un terrier en bloquant l'entrée avec une grosse pierre. Il n'a pas tué immédiatement les animaux, car il a dû partir, mais il est revenu le 3 mars pour les capturer avec son chien de chasse et son fusil.
La police a arrêté le chasseur parce que, selon la loi sur la chasse, il était interdit de capturer des tanuki après le 1er mars. Dans les tribunaux inférieurs, le chasseur a été reconnu coupable car, selon la zoologie, les tanuki et les mujina sont considérés comme une seule et même espèce animale (Nyctereutes viverrinus), et la capture réelle a eu lieu après le 1er mars.
Cependant, le chasseur a fait valoir que, dans sa région, les tanuki et les mujina étaient traditionnellement considérés comme deux espèces différentes, et donc, il ne pensait pas violer la loi. De plus, il a soutenu que la date de capture devrait être le 29 février, car c'est à ce moment-là qu'il avait enfermés les mujina, les empêchant de s'échapper.
L'article 38 du Code pénal japonais stipule qu'une action sans intention criminelle ne doit pas être punie. Cependant, l'ignorance de la loi ne peut pas être invoquée pour prétendre à une absence d'intention criminelle, bien que cela puisse être pris en compte pour atténuer la peine.
Dans son jugement final, la cour suprême a acquitté le chasseur. Elle a reconnu que, bien que les tanuki et les mujina soient zoologiquement identiques, des chiens viverrin, cette connaissance n'était pas largement répandue parmi le public à l'époque. Par conséquent, l'erreur de fait du chasseur était justifiable, et il n'avait pas l'intention criminelle de capturer un animal protégé par la loi.
En fait, dans le dialecte régional du chasseur, le terme mujina référait encore au chien viverrin et le terme tanuki (狸) référait certainement encore aux civettes ou à un animal trop rare pour correspondre à quelque chose de commun à l'échelle régionale, se basant certainement sur un vieux texte datant de périodes bien antérieurs, tandis que le gouvernement japonais se basait sur les dernières avancées scientifiques basées sur la taxonomie occidentale.

## Histoires et légendes autour dumujina
En règle générale, les histoires autour des bake-danuki et des bake-mujina sont très semblables étant donné qu’il n’y a pas de différence symbolique généralisée dans toutes les régions du Japon où le nom est utilisé.
- Le fukuro-mujina (袋狢) est un mujina à l’apparence féminine apparu dans le recueil d’illustrations Hyakki Tsurezure Bukuro (百器徒然袋) de l’artiste Toriyama Sekien. Il se caractérise par un grand sac et aimant jouer des tours aux humains. Il s’agit d’un procédé allégorique utiliser pour illustrer la citation suivante :

« 穴のむじなの直をするとは おぼつかなきことのたとへにいへり袋のうちのむじなも同じことながら 鹿を追ふ猟師のためにはまことに 袋のものをさぐるがごとくならんと、夢のうちにおもひぬ »
Cette citation signifie “qu’il est difficile de discerner le comportement d’un mujina avant de l’avoir sorti de son terrier”. Cela sous-entend qu’il n’est pas possible de tenir un jugement éclairé sans avoir fait sa propre expérience du terrain. Cette citation rappelle une autre expression idiomatique : toranu tanuki no kawa sanyō (捕らぬ狸の皮算用) « Calculer le prix de la peau du tanuki avant de l’avoir attrapé ». Sous-entendu qu’il n’est pas possible d’anticiper le résultat avant d’avoir fait l’expérience. Cette citation ferait sens d’autant que ce yōkai cache un secret, qui serait, qu’il n’est pas un simple bake-mujina qui se change en humain, mais un tsukumogami, un objet prenant vie, un sac se transformant en mujina qui se transforme en humain.

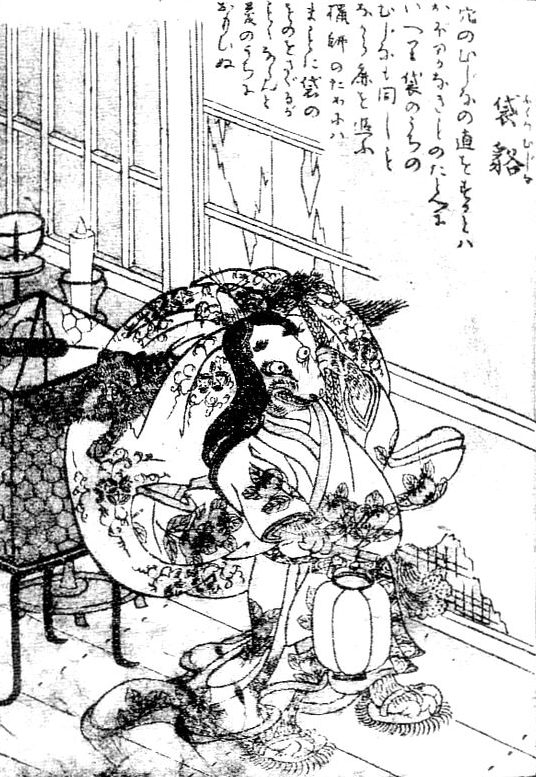
Le fukuro-mujina, dans le Gazu Hyakki Bukuro (百器徒然袋)

- Les récits de mujina ont également des récits de transformations en moine bouddhiste : Dans la région de Shimōsa, ils sont appelés kabukiri-kozō (かぶきり小僧?) et peuvent se métamorphoser en kozō (petit moine) portant un kimono étrangement court avec une tête portant un chapeau semblable à un kappa et apparaissent souvent de nuit sur les routes peu fréquentées et disent : « Buvez de l'eau », « Buvez du thé » (水飲め、茶を飲め?)[24].
- Dans le récit mujina to kozui (むじなと洪水), il est question d’un mujina crachant du feu qui vivait sur la colline de Haragatani. Malgré les tentatives du chasseur du village, il était insaisissable. Un jour, un autre mujina provoqua le premier pour un concours de crachage de feu, avec pour objectif de brûler le plus de maisons possible. Heureusement, un moine itinérant qui passait par là, fit venir la pluie par une prière, pour contrer les tentatives d’incendie des deux monstres, et bien que le village faillit être inondé sous les eaux, les deux mujina n’étaient plus. Depuis lors, le pont où le moine avait prié est appelé « le pont des prières »[25].
- Danzaburō-mujina (団三郎狢), aujourd’hui appelé sous le nom de Danzaburō-danuki (団三郎狸) s’était réfugié sur l’île de Sado pour échapper aux renards et aux chiens. Il était décrit comme un tanuki maître dans l’art de la transformation, se faisant passer pour un homme fortuné, changeant des feuilles d’arbre en or et son antre en un splendide domaine. Il bernait parfois les humains, mais prêtait surtout de l’argent aux gens en difficultés. Lorsqu’il était malade, il venait consulter des médecins humains. Il est par la suite devenu une divinité locale du nom de Futatsuiwa Daimyoujin[26].
- Le mujina à sept queues (七尾の狢), issu d’un recueil de nouvelles paru en 1846 à Édo sous le nom Kōgai Zeisetsu (巷街贅説) de par un auteur se faisant appeler Jinzaion (塵哉翁), un tanuki à sept queues fut capturé à Édo en 1846, durant la troisième année de l’ère Kōka. Dans le quartier de Koishikawa Suidōchō, au sommet de la colline Ōhinasaka, se trouvait un restaurant de soba. Des coquilles de crevettes séchées étaient enveloppées dans des feuilles de paille et stockées sous le rebord de la maison. Cependant, ces coquilles disparaissaient chaque nuit, volées par une mystérieuse créature. Les habitants se demandaient si un renard ou un tanuki s’introduisait par le mur délabré de la vieille maison. Après avoir réparé le mur, les coquilles ne disparurent plus. Mais une nuit, après le départ d’un client, une créature ressemblant à un chien rampa et se glissa sous le rebord. Les employés du restaurant, informés de la situation, capturèrent l’animal qui avait volé les coquilles. Il s’agissait d’un vieux chien viverrin, dont la queue était divisée en sept parties. Par la suite, l’étrange animal fut placé dans une boîte et nourri avec ses coquilles préférées. Lorsqu’il fut exposé comme attraction au temple bouddhiste Benten-dō, il rapporta plus de huit kan de recettes d’entrée (il s'agit d'une expression pour signifier qu'il s'agit d'une somme considérable, le huit étant un nombre porte-bonheur). Lors de sa capture, celui-ci avait été surpris et avait dressé sa queue, révélant ses sept parties. Lorsqu’il était montré aux public, on séparait les parties de sa queue pour les mettre en évidence, évoquant les renards à neuf queues des légendes[27].

## Confusions avec d’autres phénomènes
Au delà de faire l’objet de confusion entre plusieurs animaux au Japon, le mujina fait également l’objet de malentendus à l’international par sa confusion avec le nopperā-bo, un yōkai caractérisé par sa forme humanoïde et son absence de visage.
Dans une nouvelle écrite par Lafcadio Hearn publiée en 1904 dans l’ouvrage intitulé Kawaden : Histoire des choses étranges :  “Mujina” raconte l’histoire d’un nopperā-bo sous les traits d’une mystérieuse femme sans yeux, ni nez ni bouche qui hante une route à Tokyo. Les voyageurs qui la rencontrent sont confrontés à des événements étranges et effrayants.
ce récit a eu un certain écho à l’international, et le 19 mai 1959, le journaliste du Honolulu Star-Advertiser, Bob Krauss, rapporte avoir observé ce qu’il appelle un mujina au Waialae Drive-In Theatre à Kahala. Selon Krauss, le témoin a vu une femme se peigner les cheveux dans les toilettes pour femmes, et lorsque le témoin s’est approché suffisamment, le mujina s’est retourné, révélant son visage sans traits.Le témoin aurait été admis à l’hôpital pour une crise de nerfs. Glen Grant, historien, folkloriste et auteur hawaïen renommé, a initialement qualifié l’histoire de rumeur lors d’une interview radio en 1981, mais il a ensuite été contacté par le témoin lui-même, qui a fourni plus de détails sur l’événement, notamment le fait que le mujina en question avait les cheveux roux, détail non mentionné précédemment. Le drive-in n’existe plus, ayant été démoli pour faire place à un entrepôt publique.

## Lemujinadans la culture japonaise contemporaine
En japonais contemporain, le terme mujina en tant qu’adjectif apparaît régulièrement, mais le terme relatif à l’animal fictif et le caractère associé (狢) n’apparaissent que dans l’expression idiomatique : onaji ana no mujina (同じ穴の狢) que l’on peut traduire par « deux mujina dans le même terrier ». L’expression suggère que même si deux individus ou groupes semblent différents ou sans aucun rapport entre eux à première vue, ils partagent en fait des similitudes ou des intérêts communs, sous entendu que, les apparences peuvent être trompeuses et que des liens cachés existent entre des personnes qui semblent si éloignées. Elle est souvent employée de manière négative, pour désigner des complices dans des actes répréhensibles ou des personnes malhonnêtes. Cette expression est souvent utilisée pour critiquer ceux qui peuvent paraître respectables mais qui, en réalité, partagent les mêmes vices.
Le terme mujina (ムジナ) est un nom vulgaire parfois utilisé pour désigner spécifiquement le blaireau japonais. Il est également parfois employé pour désigner le quatuor d'animaux souvent confondus les uns des autres au Japon : Le chien viverrin, le blaireau Japonais, la civette masquée et le raton laveur.

### Culture populaire
Dans la culture populaire, le terme mujina apparaît régulièrement, il faut donc faire attention à bien dissocier les différentes significations :
- Mujinamon : la mascotte de la ville de Hanyu au Japon représente un mujina, sous forme d’un petit animal a l'aspect simpliste de couleur brun-clair avec une petite feuille sur la tête.
- Dans le manga et l'animé Inuyasha : Mujina est un yokai antagoniste qui se fait passer pour une belle jeune femme pour cacher son apparence bedonnante et repoussante.
- Dans le jeu vidéo Genshin Impact : Sayu est une petite ninja, décrite comme un mujina. Elle ne manque pas une occasion pour s’enfuir trouver un endroit où dormir. Elle porte un costume de chien viverrin et sa constellation s'appelle  "Nyctereutes minor".
- Mujina est un ennemi de base dans le jeu vidéo Nioh 2 ayant l'apparence d'un blaireau japonais.
- mujina-no-shokudai est le nom vernaculaire du Relictithismia kimotsukiensis. Le terme mujina est là pour rappeler le caractère insolite de la plante, ressemblant à un calamar et se nourrissant de champignons.
- Comme le kitsune udon et le tanuki udon, il existe le mujina udon (ou le mujina soba).
- Dans la série de jeux vidéo Animal Crossing, Tom Nook est un personnage inspiré de Danzaburō-mujina.
- Dans la franchise multimédia Pokémon, la lignée évolutive Zigzaton et Linéon évoque cette confusion entre le chien viverrin et le blaireau, entretenue par le terme mujina.

### Autres emplois
Le nom peut également faire référence à :
- Mujina-no-yu est un onsen situé à Nasu dans la préfecture de Tochigi au Japon.